# Kroatiens damlandslag i fotboll
Kroatiens damlandslag i fotboll representerar Kroatien i fotboll på damsidan. Landslaget spelade sin första match den 28 oktober 1993 borta mot Slovenien. De har aldrig kvalat in till VM, OS eller EM-slutspelet.